# Libníkovice
Libníkovice är en ort i Tjeckien. Den ligger i den centrala delen av landet, 110 km öster om huvudstaden Prag. Libníkovice ligger 275 meter över havet och antalet invånare är 138.
Terrängen runt Libníkovice är platt, och sluttar västerut. Runt Libníkovice är det ganska tätbefolkat, med 116 invånare per kvadratkilometer. Närmaste större samhälle är Hradec Králové, 12,2 km väster om Libníkovice. I omgivningarna runt Libníkovice växer i huvudsak blandskog.